# Dan Nowosielski
Daniel Bogdan Nowosielski, detto Danek (Montréal, 16 novembre 1966), è un ex schermidore canadese.

## Biografia
È il fratello dello schermidore Leszek Nowosielski.

## Palmarès
In carriera ha conseguito i seguenti risultati:
- Giochi Panamericani:

Indianapolis 1987: argento nel fioretto a squadre.
L'Avana 1991: bronzo nella spada individuale e nel fioretto a squadre.